# ブラデスパル
ブラデスパル（Bradespar S.A）は、ブラジル･サンパウロに本社を置く投資会社である。2000年に、バンコ・ブラデスコの非金融部門がスピン・アウトされる形で設立された。
2005年には、豊富な鉄鉱石鉱山を保有するヴァーレ、サンパウロに本社を置く電力会社であるCPFLエネルジアの主要株主となっている。
ブラデスパルの株式は、サンパウロ証券取引所、マドリード証券取引所で取引されており、ボベスパ指数を構成している。